# Ciclismo en los Juegos Olímpicos de París 2024 – Campo a través masculino
La competición de ciclismo de montaña masculino en los Juegos Olímpicos de París se llevó a cabo en París, Francia el 29 de julio de 2024 en un circuito en la población de Élancourt cerca a la ciudad de París sobre un recorrido total de 35,2 km.

## Recorrido
El recorrido consistía en un circuito de 4,4 kilómetros alrededor de Élancourt, localidad próxima a la ciudad de París, que los ciclistas completaron 8 veces para una distancia total de 35,2 kilómetros.

## Horario
Todos los horarios están en UTC tiempo de Francia (+1 GMT)
| Fecha                     | Evento | Tiempo    |
| ------------------------- | ------ | --------- |
| Lunes 29 de julio de 2024 | 07:10  | Inicio    |
| Lunes 29 de julio de 2024 | 00:00  | Ceremonia |

## Resultados
- Las clasificaciones finalizaron de la siguiente forma:[3]

| Posición | Ciclista          | Tiempo     |
| -------- | ----------------- | ---------- |
|          | Thomas Pidcock    | 1h 26' 22" |
|          | Victor Koretzky   | + 0' 09"   |
|          | Alan Hatherly     | + 0' 11"   |
| 4.º      | Luca Braidot      | + 0' 34"   |
| 5.º      | Mathias Flückiger | + 1' 20"   |
| 6.º      | Samuel Gaze       | + 1' 41"   |
| 7.º      | Riley Amos        | + 1' 46"   |
| 8.º      | Charlie Aldridge  | + 2' 10"   |
| 9.º      | Nino Schurter     | + 2' 22"   |
| 10.º     | David Valero      | + 2' 27"   |